# Boros Izabella
Boros Izabella, Szakasits Antalné (Budapest, 1898. május 25. – Budapest, Józsefváros, 1946. október 6.) tisztviselő, könyvkereskedő, kulturális szervező, pártmunkás, szakszervezeti vezető, közíró.

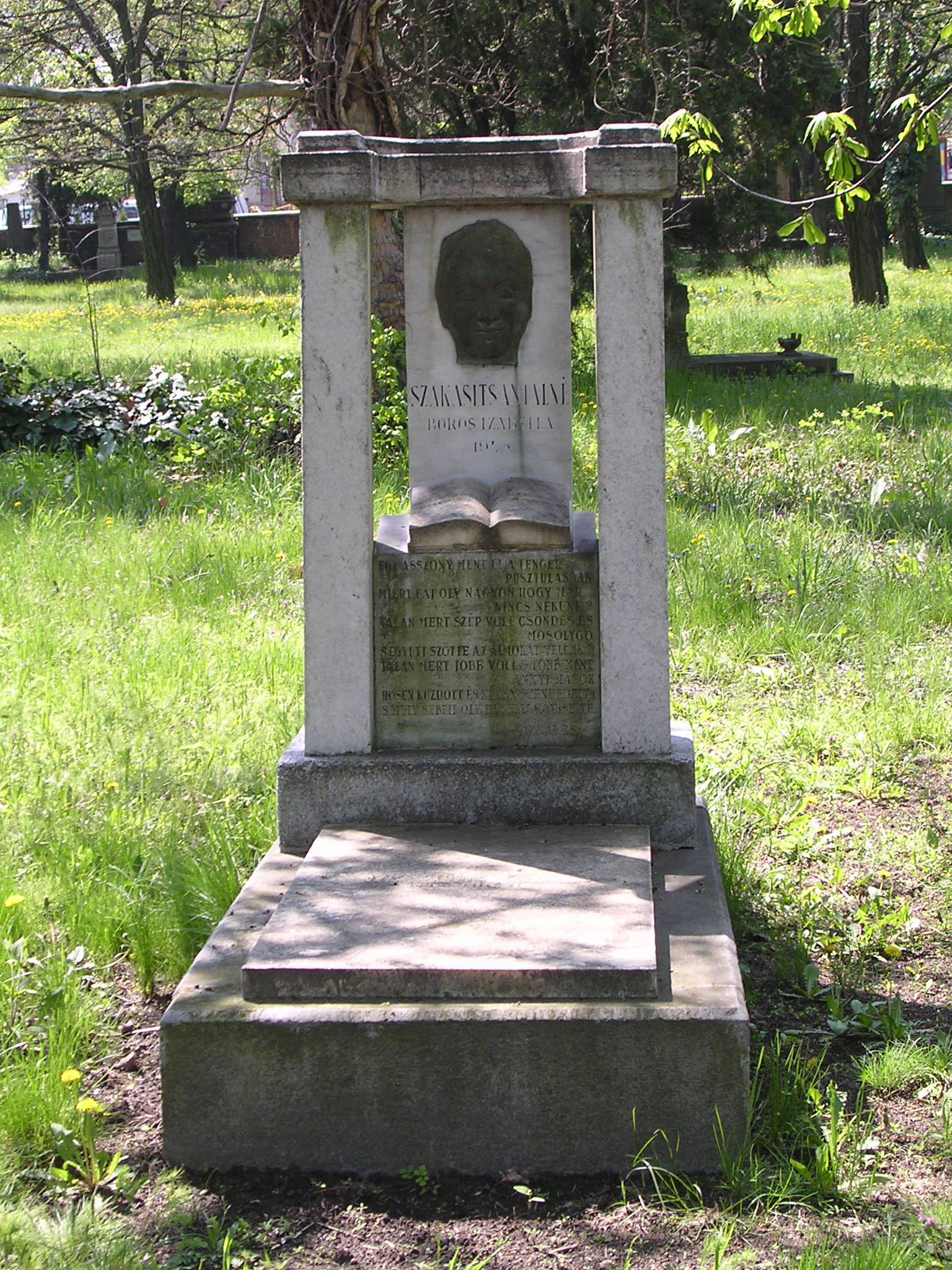
Sírja a Fiumei úti sírkertben

## Életútja
Boros (Weinberger) Dezső (1873–1954) betűszedő és Bleier (Bleyer) Amália (1874–1964) gyermekeként született. Apai nagyszülei Weinberger Jakab esztergályosmester és Leuchtner Róza, anyai nagyszülei Bleier Herman és Berger (Erzsébet) Betti voltak. Miután iskolai tanulmányait elvégezte, a Népszava Könyvkereskedésnél dolgozott, majd a cég helyettes vezetője lett.
A fehérterror első napjaiban életét kockáztatta azért, hogy a SZDP vagyonát megmentse, le is tartóztatták. 1921. február 19-én Bécsben házasságot kötött Szakasits Antal nyomdásszal. Bécsi emigrációjuk során férjével közösen szervezte meg a Népszava Könyvkereskedés bécsi fiókját. Miután visszatért Magyarországra, vezető taggá nevezték ki a Magántisztviselők Szakszervezete, és a Szövetkezeti Mozgalom élére.
1938. december 22-én a református vallásra tért át. Számos cikke látott napvilágot a Népszava, a Gyermekbarát és a Nőmunkás c. lapok hasábjain. Aktív résztvevője volt a Madách Színházban és a Vígszínházban a haladó szellemű, antifasiszta jellegű színházi munkáselőadások megszervezésének.
Miután a németek bevonultak az országba, a Gestapo fogságába került, s megkínozták. A kínzások során szerzett betegsége okozta halálát. Sírja a Fiumei úti sírkertben található (24-1-73).